# Neobisium kovalevskayae
Espèce
Neobisium kovalevskayae est une espèce de pseudoscorpions de la famille des Neobisiidae.

## Distribution
Cette espèce est endémique de Russie. Elle se rencontre dans la réserve naturelle et biosphérique du Caucase.

## Description
Les mâles mesurent de 4,20 à 4,43 mm.

## Étymologie
Cette espèce est nommée en l'honneur de Sophie Kowalevski.

## Publication originale
- Nassirkhani, Snegovaya & Chumachenko, 2019 : A new epigean pseudoscorpion species of Neobisium (Neobisium) (Pseudoscorpiones: Neobisiidae) from the Western Caucasus, Russia. Arthropoda Selecta, vol. 28, no 2, p. 252-256 (texte intégral).